# Arturo Herbruger
Arturo Herbruger Asturias (Ciudad de Guatemala, 3 de junio de 1912 - ibídem, 25 de octubre de 1999) fue un político, abogado y notario guatemalteco que fungió como vicepresidente de Guatemala elegido y nombrado por el Congreso de la República de Guatemala junto con Ramiro de León Carpio como presidente, después del Golpe de Estado de 1993 y la destitución de Jorge Serrano Elías y Gustavo Espina por parte del congreso y la Corte de Constitucionalidad.
También fue magistrado y presidente del Tribunal Supremo Electoral desde su creación en 1983 hasta su designación como vicepresidente en 1993, anteriormente había sido presidente de la Corte Suprema de Justicia durante los años 1949 hasta su destitución por el congreso en 1953.

## Biografía
Herbruger nació en la ciudad de Guatemala, el 3 de junio de 1912, fue hijo de Carlos Herbruger y Cristina Asturias de Herbruger. Estudió en el Instituto Nacional Central para Varones y en la Universidad de San Carlos de Guatemala, de donde se graduó de Abogado y Notario, en 1936.
Contrajo matrimonio con María Ester Castañeda Castañeda de Herbruger con quién procreó dos hijos, Arturo y Juan Fernando.

## Vida pública y política
El abogado desempeñó en diferentes cargos públicos, el primero fue como Juez de Primera Instancia de Izabal entre los años de 1937 a 1940 y de Sacatepéquez -1940 a 1942-. También fungió como Escribano de Gobierno y Jefe de la Sección de Tierras, Magistrado de Segunda Instancia, Viceministro de Relaciones Exteriores durante los años de 1946 a 1947 en el gobierno de Juan José Arévalo, luego fue nombrado como procurador general de la Nación el 29 de octubre de 1947 por el Congreso de la República de Guatemala hasta 1948 cuando fue nombrado ministro de Hacienda y Crédito Público. Luego fue Asesor de la Superintendencia de Bancos de 1966 a 1977.

### Presidente de la Corte Suprema de Justicia (1949-1953)
El 15 de marzo de 1949 fue electo Presidente de la Corte Suprema de Justicia por parte del Congreso de la República junto a la nueva magistratura, pero en 1953, el Congreso de la República lo destituyó del cargo juntamente con la mayoría de sus colegas magistrados, por haber dictado resolución en la que se admitía un recurso de amparo que interpuso, contra el presidente Jacobo Árbenz, un finquero afectado por la aplicación del Decreto 900: Ley de Reforma Agraria, siendo esta una acción controvertida del gobierno de Árbenz en ese tiempo.

### Presidente del Tribunal Supremo Electoral (1983-1993)
Como magistrado del Tribunal Supremo Electoral, promovió la fundación de la Asociación de Organismos Electorales de Centro América. En 1984, el gobierno le impuso la Orden del Quetzal, en el grado de Gran Cruz, en consideración a los altos méritos profesionales y cívicos alcanzados durante su trayectoria.
El 28 de mayo de 1993, siendo Presidente del Tribunal Supremo Electoral, se negó a convocar a nuevas elecciones para elegir diputados del congreso tal como lo solicitó Jorge Serrano Elías, presidente en aquel momento y quien había disuelto los poderes del Estado.
El Tribunal Supremo Electoral alcanzó un alto grado de credibilidad y de prestigio institucional bajo su mandato.

### Vicepresidente de la República (1993-1996)
El 18 de junio de 1993, el Congreso lo designó vicepresidente de la República, cargo que ejerció hasta el término de su mandato, el 14 de enero de 1996.